# Roberto Viking Valdés
Roberto Viking Valdés, cuyo nombre real era Rey Wilkings Carol Valdés Corón (Santiago, 7 de noviembre de 1950-ibídem, 26 de noviembre de 2002), fue un cantante de baladas chileno, ganador del Festival de Viña del Mar en 1976.

## Biografía
Su nombre real se lo debió a su padre, quien pensaba que debía haber más títulos nobiliarios en Chile. Su carrera musical la comenzó en 1962 en la sección «Rincón de los niños» de Sábados gigantes. Sin estudios vocales, grabó para Odeón versiones de temas populares que lograron buena difusión.
Junto al compositor Carlos Baeza, participó en varios festivales de la canción. La cúspide de esta relación artística se produjo en 1976, con el triunfo en el XVII Festival Internacional de la Canción de Viña del Mar con el tema «Una noche de amor». Tras su triunfo en Viña, viajó en promoción por varios países de Europa y América, ganando en 1977 el Festival de Alcobendas con «Una aventura más».
El 9 de julio de 1977 fue uno de los 77 participantes del acto de Chacarillas, una concentración de jóvenes en demostración de apoyo a la dictadura militar.
Durante la década de 1980, participó en varios programas televisivos, como Sábados gigantes, donde fue bautizado como el «cantante de las madres», y Festival de la una.
A fines de la década de 1990, Valdés condujo un programa nocturno en Radio Santiago sobre el mundo artístico chileno, en el cual criticó varias veces y con dureza a Don Francisco, por una supuesta discriminación del programa televisivo Sábado gigante internacional a los artistas chilenos.

## Últimos años
Viking Valdés planeaba crear una clínica para apoyar a los artistas chilenos y lanzar una producción discográfica de nombre «Ave fénix».
El 26 de noviembre de 2002, el cantante sufrió fuertes dolores al pecho y fue llevado por sus familiares a la clínica Avansalud de la comuna de La Florida. El primer diagnóstico de «espasmo esofágico»; sin embargo, de regreso en su hogar, el cantante volvió a tener espasmos y dificultades para respirar. En una segunda ida de urgencia, ya presentaba síntomas de un infarto agudo de miocardio. Valdés falleció a las 9 horas y 55 minutos. Su cuerpo descansa en el cementerio Parque del Recuerdo Cordillera de Puente Alto.